# Eugen Braun (Schiedsrichter)
Eugen Braun (auch Erwin Braun; * 31. August 1895 in Ödenburg; † 10. September 1986 in Los Angeles) war ein österreichischer Fußballschiedsrichter.

## Werdegang
Braun war von 1921 bis 1934 Schiedsrichter auf höchster nationaler Ebene. Ab 1923 vertrat er den ÖFB als FIFA-Schiedsrichter, sein erstes Länderspiel leitete Braun am 28. Oktober 1923 beim 4:4 zwischen der Tschechoslowakei und Jugoslawien im Prager Stadion Slavie na Letné. In den Jahren bis 1934 pfiff Braun insgesamt 22 Länderspiele, darunter zwei Partien des Europapokals der Nationalmannschaften 1927 bis 1930.
Im November 1929 leitete Braun beide Finalspiele des Mitropapokals 1929 zwischen Újpest Budapest und Slavia Prag, in dem sich die Ungarn mit 7:3 im Gesamtergebnisdurchsetzten.
Bei der Fußball-Weltmeisterschaft 1934 in Italien vertrat Braun neben Alois Beranek den ÖFB als Schiedsrichter. Er pfiff ein Spiel – das Achtelfinale Schweden gegen Argentinien, das im Bologneser Stadio Littorale 3:2 für die Skandinavier endete.
Braun starb im September 1986 im Alter von 91 Jahren in Los Angeles in den USA.